# Marian Cozma
Marian Cozma, né le 8 septembre 1982 à Bucarest et mort le 8 février 2009 à Veszprém (Hongrie), était un joueur de handball roumain évoluant au poste de pivot. 
Au cours de sa carrière, il joua pour le club du Dinamo Bucarest et le Veszprém KSE. Il faisait partie de l'équipe nationale roumaine.

## Palmarès

### En Club
Compétitions internationales 
- Coupe des vainqueurs de coupe (1) : 2008 (avec Veszprém KSE)

 Compétitions nationales 
- Championnat de Roumanie (1) : 2005
- Championnat de Hongrie (1) : 2008
- Coupe de Hongrie (1) : 2007

## Décès le 8 février 2009

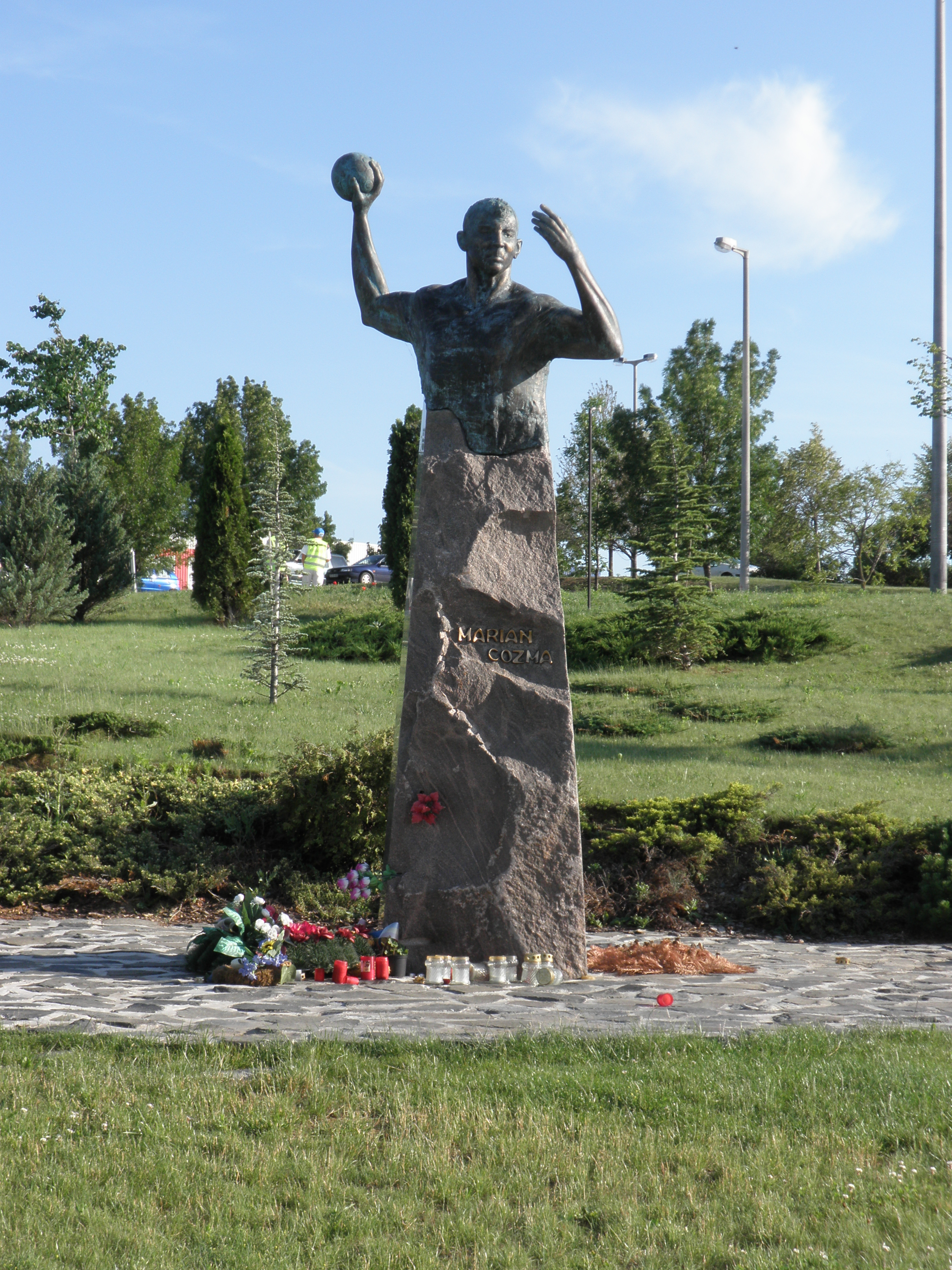
Statue commémorative de Marian Cozma

Marian Cozma est mortellement blessé au cœur par un coup de couteau le 8 février 2009 lors d'une agression à la sortie d'une boite de nuit de Veszprém, en Hongrie, alors qu'il passait la soirée avec une partie de l'équipe du MKB. Au cours de la rixe, deux autres joueurs du club sont grièvement blessés : le demi-centre Žarko Šešum souffre d'une fracture du crâne et le gardien Ivan Pešić a dû subir l'ablation d'un rein à la suite d'un coup de couteau à l'abdomen,. En 2011, un jugement a condamné à la prison à vie deux Hongrois, Sándor Raffael et Győző Németh, et d’une peine de 20 ans pour Ivan Stojka, également impliqué dans la rixe. 
Un an après le drame, une statue en sa mémoire a été élevée à Veszprém.
Voir aussi les articles correspondants en anglais ou en hongrois.